# El Rey
Koordinaten: 21° 2′ 6″ N, 86° 47′ 1″ W

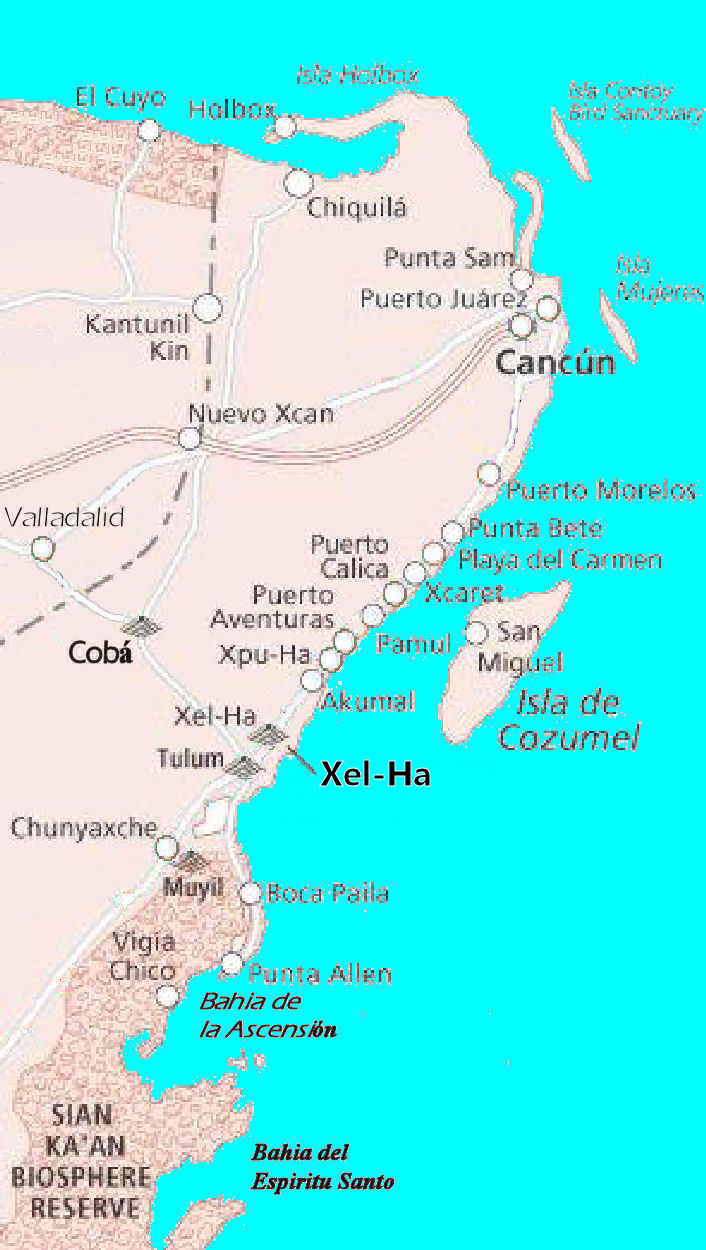
Mexikanische Karibik: El Rey liegt auf einer kleinen Insel vor Cancún am südlichen Ende der Zona Hoteleria

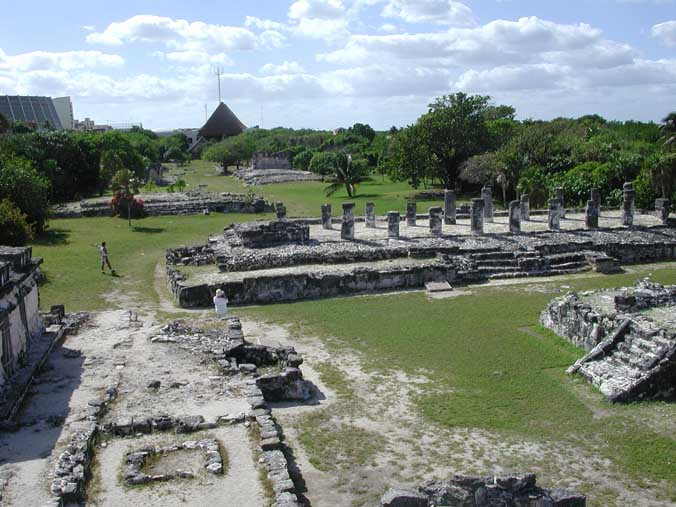
Die archäologische Stätte El Rey

El Rey ist eine Ruinenstätte der Maya im mexikanischen Bundesstaat Quintana Roo auf der Ostseite der Halbinsel Yucatán an der karibischen Küste.

## Geografie
Die Ruinen von El Rey befinden sich im Stadtgebiet der Großstadt Cancún an der südlichen Spitze der vorgelagerten gleichnamigen Insel Cancún. Die Insel liegt direkt vor dem Stadtzentrum und ist durch zwei Brücken mit dem Festland verbunden. Heute ist die Insel zur Zona Hoteleria des größten Touristenzentrums an der karibischen Küste ausgebaut.
Die archäologische Stätte gehört als Teil von Cancún zum Gebiet des Municipio Benito Juárez.

## Geschichte
El Rey ist der bedeutendste vorspanische Ort auf der Insel Cancun. Es ist zu vermuten, dass der Ort bereits ab etwa 300 n. Chr. besiedelt war. Es haben sich aufgrund des tropischen Klimas jedoch keine Reste von Gebäuden aus Holz und anderen Naturmaterialien erhalten.
Mit dem schwindenden Einfluss der großen Inlandsstädte und dem prosperierenden Küstenhandel ab etwa 1200 n. Chr. wuchs das ehemalige Fischerdorf an und erreichte eine politische und religiöse Bedeutung innerhalb der Region. Der Ort war, wie Funde zeigen, Teil des Küstenhandels-Netzwerkes, das sich mit einer großen Zahl an Standorten die Karibikküste entlang zog und die Region wirtschaftlich beförderte. Wahrscheinlich stand El Rey als Hafen und lokales Küstenzentrum mit bedeutenden Inlandstädten wie auch mit dem benachbarten El Meco und den südlich liegenden Orten Xcaret, Xel Há, Tancah/Tulum und Muyil in enger Beziehung.
Nach dem Eintreffen der Spanier an diesem Küstenabschnitt entvölkerte sich der Ort nach und nach und war Mitte des 16. Jahrhunderts verlassen.

## Archäologie
Bei den archäologischen Ausgrabungen wurden 47 Siedlungsstrukturen mit einer religiösen Zone gefunden, in der wahrscheinlich wichtige Zeremonien stattfanden.
Die heute sichtbaren Gebäudereste stammen aus der Späten Postklassik (1300–1500 n. Chr.) und entsprechen dem Ostküsten-Stil, ähnlich denen von Tulum. In einigen der palastartigen Gebäude sind Fragmente von Wandmalereien aus dieser Zeit erhalten.
In einem Gebäude wurde das Grab einer wohl wichtigen Person gefunden. Es enthielt Gegenstände aus Keramik, Kupfer und Jade sowie Muschel- und Knochenarbeiten. Sie befinden sich im Museum von Cancún.